# آپولیپوپروتئین اف
آپولیپوپروتئین اف (انگلیسی: Apolipoprotein F) یا (APOF)، پروتئینی در بدن انسان است که توسط ژن APOF، کدگذاری می‌گردد.